# Stemonurus grandifolius
Stemonurus grandifolius är en järneksväxtart som beskrevs av Odoardo Beccari. Stemonurus grandifolius ingår i släktet Stemonurus och familjen Stemonuraceae. Inga underarter finns listade i Catalogue of Life.